# Кастелнуово ал Волтурно (Изернија)
Кастелнуово ал Волтурно је насеље у Италији у округу Изернија, региону Молизе.
Према процени из 2011. у насељу је живело 237 становника. Насеље се налази на надморској висини од 686 м.